# Manuel González Villaseñor
Manuel González Villaseñor (* 16. Dezember 1963 in Guadalajara) ist ein mexikanischer römisch-katholischer Geistlicher und Weihbischof in Guadalajara.

## Leben
Manuel González Villaseñor studierte Philosophie und Katholische Theologie am Priesterseminar in Guadalajara. Er empfing am 19. Mai 1991 das Sakrament der Priesterweihe für das Erzbistum Guadalajara.
Nach der Priesterweihe war Manuel González Villaseñor zunächst als Pfarrvikar in verschiedenen Pfarreien und als Kaplan am Colegio Marista Cervantes Bosque tätig, bevor er Pfarrer und Bischofsvikar für die nördliche Region des Erzbistums Guadalajara wurde. Zuletzt war González Villaseñor Pfarrer der Pfarrei San Francisco Javier de Las Colinas.
Am 27. November 2020 ernannte ihn Papst Franziskus zum Titularbischof von Ploaghe und zum Weihbischof in Guadalajara. Der Erzbischof von Guadalajara, Francisco Kardinal Robles Ortega, spendete ihm und Eduardo Muñoz Ochoa am 22. Februar 2021 die Bischofsweihe; Mitkonsekratoren waren der Erzbischof von León, José Guadalupe Martín Rábago, und der Bischof von Nogales, José Leopoldo González González.